# Condizione di Marshall-Lerner
La condizione di Marshall-Lerner, nota anche come condizione di Marshall-Lerner-Robinson, dal nome dei tre economisti Alfred Marshall (1842-1924), Abba Lerner (1903-82) e Joan Robinson (1903-83), che la scoprirono in modo indipendente, è la condizione sotto la quale un  deprezzamento reale della valuta comporta un miglioramento della bilancia commerciale di un Paese.
Un deprezzamento reale della valuta produce infatti sia una riduzione del prezzo delle esportazioni, che tende a migliorare la bilancia commerciale, poiché aumenta la domanda di questi beni; sia un aumento del prezzo delle importazioni. Quest'ultimo effetto tende a peggiorare il saldo della bilancia commerciale. La condizione di Marshall-Lerner stabilisce che, affinché il primo effetto prevalga sul secondo, la somma in valore assoluto delle elasticità di prezzo di esportazioni e importazioni deve essere maggiore di 1.

## Derivazione formale della condizione
La bilancia commerciale (B) è la differenza tra il valore nominale delle esportazioni e quello delle importazioni, tutto valutato in moneta nazionale, per cui si ha:
{\displaystyle \ B=pX-Ep^{*}M}
dove p è il prezzo delle esportazioni (X) in valuta nazionale, p* è quello delle importazioni (M) in valuta estera ed E è il tasso di cambio nominale definito come il prezzo di una unità di valuta estera in termini di valuta domestica. 
Esprimendo tutto in termini di valuta nazionale (dividendo per p), si ottiene:
{\displaystyle \ b={\frac {B}{p}}=X-{\frac {Ep^{*}}{p}}M=X-eM}
dove e è il tasso di cambio reale, definito come prezzo dei beni esteri in termini di beni nazionali.
Differenziando rispetto ad e otteniamo:
{\displaystyle {\frac {db}{de}}={\frac {dX}{de}}-e{\frac {dM}{de}}-M}
Dividendo per X si ha:
{\displaystyle \ {\frac {db}{de}}{\frac {1}{X}}={\frac {dX}{de}}{\frac {1}{X}}-{\frac {e}{X}}{\frac {dM}{de}}-{\frac {M}{X}}}
Supponendo di partire da una situazione di equilibrio, in cui quindi la bilancia commerciale è in pareggio e si ha quindi:
{\displaystyle \ X=eM}
da cui:
{\displaystyle {\frac {db}{de}}{\frac {1}{X}}={\frac {dX}{de}}{\frac {1}{X}}-{\frac {1}{M}}{\frac {dM}{de}}-{\frac {1}{e}}}
Moltiplicando per e entrambi i lati otteniamo infine:
{\displaystyle {\frac {db}{de}}{\frac {e}{X}}={\frac {dX}{de}}{\frac {e}{X}}-{\frac {dM}{de}}{\frac {e}{M}}-1=\eta _{Xe}+\eta _{Me}-1}
dove:
{\displaystyle \ \eta _{Xe}={\frac {dX}{de}}{\frac {e}{X}}}
{\displaystyle \ \eta _{Me}=-{\frac {dM}{de}}{\frac {e}{M}}}
sono le elasticità di prezzo di, rispettivamente, esportazioni e importazioni.
In base alla formula precedente, affinché il deprezzamento reale della valuta nazionale (un aumento di e), migliori la bilancia commerciale {\displaystyle {\frac {db}{de}}>0} , deve aversi:
{\displaystyle \ \eta _{Xe}+\eta _{Me}>1}
che è appunto la condizione Marshall-Lerner.

## L'evidenza empirica

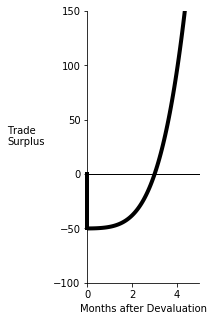
Effetto "J-Curve" applicato alla bilancia commerciale con un'eventuale deprezzamento della valuta.

Quello che si osserva nella pratica è che ad un deprezzamento della valuta nazionale fa sempre seguito nell'immediato un peggioramento della bilancia commerciale.
Questo ulteriore disavanzo tende tuttavia a diminuire fino a quando la bilancia commerciale può iniziare a recuperare, e in alcuni casi (se si verifica la condizione Marshall-Lerner) a migliorare rispetto alla situazione precedente la svalutazione. Tale effetto, noto come effetto J, è causato dalla bassa elasticità di prezzo che la domanda di importazioni ed esportazioni ha nel breve periodo, per via della presenza di rigidità contrattuali e nelle abitudini dei consumatori. 
L'effetto di un peggioramento immediato seguito da un miglioramento nel medio-lungo periodo è denominato effetto "J-Curve". 